# Aspitates lativittata
Aspitates lativittata là một loài bướm đêm trong họ Geometridae.